# Vlaški Drenovac
Llashkadrenoc en albanais et Vlaški Drenovac en serbe latin (en serbe cyrillique : Влашки Дреновац) est une localité du Kosovo située dans la commune/municipalité de Klinë/Klina et dans le district de Pejë/Peć. Selon le recensement kosovar de 2011, elle compte 3 573 habitants, dont une majorité d'Albanais.
Selon le découpage administratif du Kosovo, la localité fait partie de la commune/municipalité de Malishevë/Mališevo, dans le district de Prizren.

## Démographie

### Évolution historique de la population dans la localité
| 1948  | 1953  | 1961  | 1971  | 1981  | 1991  | 2011  |
| ----- | ----- | ----- | ----- | ----- | ----- | ----- |
| 1 188 | 1 251 | 1 434 | 1 902 | 2 355 | 2 831 | 3 573 |

|  |